# Ratu Cakobau Park
El Ratu Cakobau Park (llamado Vodafone Ratu Cakobau Park por razones publicitarias) es un estadio de fútbol ubicado en la ciudad de Nausori, Fiyi. Posee una capacidad para 12.000 espectadores y es el estadio donde juegan el Rewa FC, de la Liga Nacional y el Tailevu Naitasiri FC de la Segunda División.
En 2003 fue sede del torneo de fútbol de los Juegos del Pacífico Sur de ese año, tanto masculino (campeonato que ganó Fiyi) como el femenino (que ganó Papúa Nueva Guinea).
El 16 de agosto de 2011 iba a recibir a la selección de Fiyi, tanto masculina como femenina contra Samoa. Sin embargo, por razones climatológicas ambos encuentros fueron disputados en el Thompson Park.